# Liris
Liris is een geslacht van vliesvleugelige insecten van de familie van de graafwespen (Crabronidae).

## Soorten
- L. agilis (F. Smith, 1856)
- L. atratus (Spinola, 1805)
- L. festinans (F. Smith, 1858)
- L. haemorrhoidalis (Fabricius, 1804)
- L. inopinatus Beaumont, 1961
- L. niger (Fabricius, 1775)
- L. nigricans (Walker, 1871)
- L. opalipennis (Kohl, 1898)